# Junction Spur
Der Junction Spur ist ein Felssporn (englisch spur), der als östlicher Ausläufer der Darwin Mountains den Ort des Zusammenflusses (englisch junction) von Hatherton-Gletscher und Darwin-Gletscher im Transantarktischen Gebirge markiert. 
Teilnehmer der Darwin-Gletscher-Gruppe der Commonwealth Trans-Antarctic Expedition (1955–1958) kartierten und benannten ihn.